# Sebastián Ramos Mejía
Sebastián Ramos Mejía, conocido también como El Pardo Sebastián, fue un destacado músico argentino, que vivió en Buenos Aires entre la segunda mitad del siglo XIX y comienzos del siglo XX, considerado uno de los introductores del bandoneón en el tango. Formó dúo de bandoneón con Carlos Alberto Barbagelata, actuando cerca de 1910. El célebre tanguero Enrique Cadícamo le dedicó un poema publicado en 1964, titulado "Poema al primer bandoneonista".

## Biografía

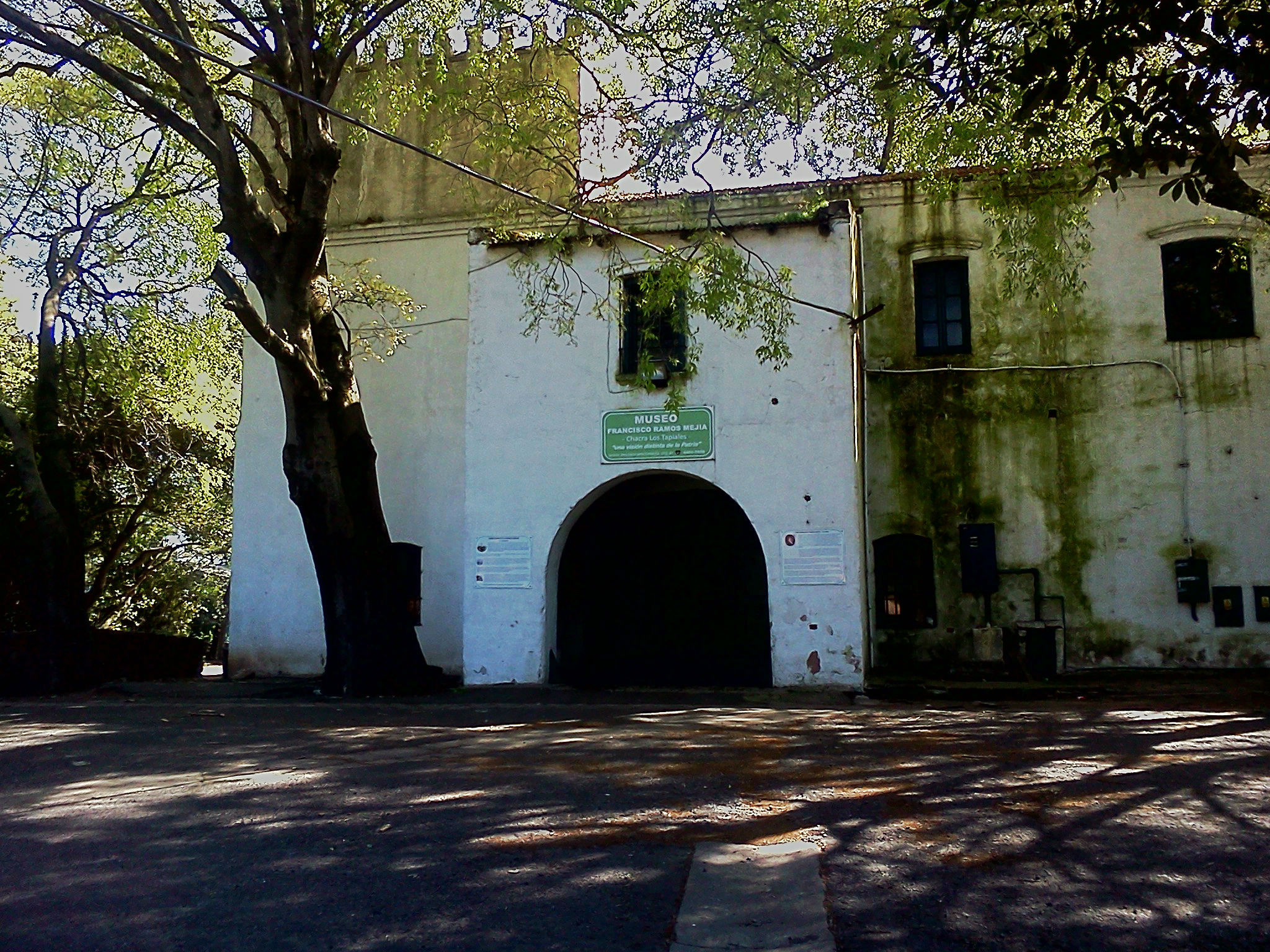
Casco de la Chacra Los Tapiales de la poderosa familia Ramos Mejía, establecida por Francisco Hermógenes Ramos Mejía (1773-1828). Los antepasados de Sebastián Ramos Mejía fueron esclavos de la familia y él mismo criado, cuando niño. Por esa razón se le impuso el apellido del esclavista, como se estilaba.

Se desconocen la mayor parte de los datos de la biografía de Sebastián Ramos Mejía. Se sabe que fue hijo de esclavos propiedad de la poderosa familia Ramos Mejía, y que él mismo fue liberto o criado de la misma en su niñez. La familia Ramos Mejía era propietaria de un latifundio en la zona del actual partido de La Matanza, al oeste de la ciudad de Buenos Aires, donde actualmente se encuentra la ciudad de Ramos Mejía.
Ya mayor de edad trabajó como mayoral del tranvía en la línea Buenos Aires-Belgrano y en sus últimos días de vida como afinador de bandoneones.
Ha pasado a la historia como uno de los primeros músicos en introducir el bandoneón al tango. Tanto él como sus hermanos fueron músicos, pero solo se conoce su nombre. Fue un músico intuitivo, pero se sabe que sabía leer música, ya que Carlos Posadas escribió partituras para él adaptando tangos al bandoneón.
Desde finales del siglo XIX actuó en el café Atenas -ubicado en la actual avenida Scalabrini Ortiz y Santa Fe- y en el prostíbulo La Estrella, de Ensenada. A comienzos del siglo XX actuó en Montevideo y formó un dúo de bandoneones con Carlos Alberto Barbagelata.
Es probable que haya compuesto tangos, pero los mismos no han podido ser conocidos.
Enrique Cadícamo escribió un poema dedicado a él, titulado "Poema al primer bandoneonista" que en parte dice:

Vientos del novecientos
que hicieron girar las veletas
y silbaron en los pararrayos
de las primeras residencias señoriales
de Flores, Belgrano y Recoleta…

Entonces, El Pardo Sebastián Ramos Mejía,
era el primer bandoneón ciudadano
y cochero de tranvías a caballos
en la compañia Buenos Aires y Belgrano.

Vientos del novecientos…
El Pardo Sebastián inauguró un siglo,
cuando estaba en embrión la ciudad feérica
y la calle Pueyrredón era Centro América…
Enrique Cadícamo ("Poema al primer bandoneonista")
de Poemas del bajo fondo, Peña Lillo:Buenos Aires, 1964.